# Воздвиженка (Алтайский край)
Воздвиженка — село в Кулундинском районе Алтайского края. Административный центр Воздвиженского сельсовета.

## История
Основано в 1909 году. В 1928 г. посёлок Воздвиженка состоял из 131 хозяйства, центр Воздвиженского сельсовета Славгородского района Славгородского округа Сибирского края. Колхоз имени Андреева. С 1957 г. отделение совхоза «Победа».

## Население
В 1928 году в посёлке проживало 749 человек (364 мужчины и 385 женщин), основное население — украинцы. По переписи 1959 г. в селе проживало 167 человек (75 мужчин и 92 женщины).
| 1997 | 1998 | 1999 | 2000 | 2001 | 2002 | 2003 |
| ---- | ---- | ---- | ---- | ---- | ---- | ---- |
| 376  | ↗381 | ↗400 | ↘378 | ↘362 | ↗375 | ↘344 |
| 2004 | 2005 | 2006 | 2007 | 2008 | 2009 | 2010 |
| ↗351 | ↘337 | ↘318 | ↘301 | ↘289 | ↘259 | ↗266 |
| 2011 | 2012 | 2013 |      |      |      |      |
| ↘264 | ↘256 | ↘233 |      |      |      |      |